# Seewald
Seewald est une commune d'Allemagne, située dans l'arrondissement de Freudenstadt et le Land de Bade-Wurtemberg.

## Géographie
La commune est située dans la Forêt-Noire et 90 % de sa superficie sont boisés.
À Erzgrube, se trouve le barrage de la Nagold (de), retenant les eaux de la Nagold. Il a été construit de 1965 à 1970, pour une mise en service en 1971, afin d'éviter les crues.
Le lac de retenue est une base de loisirs de 40 hectares (baignade, sports nautiques, planches à voile).

## Administration

### Composition
Administrativement, Seewald est composée des localités suivantes :
- Allmandle
- Besenfeld (intégrée le 1er janvier 1975)
- Eisenbach
- Erzgrube (intégrée le 1er décembre 1971)
- Göttelfingen (intégrée le 1er décembre 1971)
- Hochdorf (intégrée le 1er décembre 1971)
- Morgental
- Omersbach
- Schernbach
- Schorrental
- Urnagold

### Communauté d'administrationFreudenstadt
Elle est composée de la ville de Freudenstadt et des communes de Bad Rippoldsau-Schapbach et de Seewald.

## Transports
- Seewald est située sur la route fédérale B 294.